# معرض الكويت الدولي
معرض الكويت الدولي (بالإنجليزية: Kuwait International Fairgrounds)‏، هو أكبر مركز للمعارض في دولة الكويت، تأسس عام 1971 برأس مال مدفوع يتجاوز 10 ملايين دولار أمريكي، و يقع في منطقة مشرف. و يتكون من 6 قاعات كبيرة مغظاه ومكيفة، و تبلغا مساحة تلك القاعات أكثر من 7،000 متر مربع. ويستضيف معرض الكويت الدولي أكثر من 
45 حدث سنوي منها معرض الكويت الدولي للكتاب.